# استیضاح‌های عباس آخوندی
 عباس آخوندی، وزیر اسبق راه و شهرسازی ایران در دولت حسن روحانی سه بار استیضاح شده‌است.

## اولین استیضاح
اولین استیضاح آخوندی که سومین استیضاح وزراء دولت یازدهم جمهوری اسلامی بود در سه شنبه ۱۴ مهر ۱۳۹۴ در مجلس شورای اسلامی برگزار شد و نهایتاً استیضاح وزیر راه و شهرسازی با ۷۲ رأی موافق، ۱۷۵ رأی مخالف و ۵ رأی ممتنع از مجموع ۲۵۲ رأی مأخوذه، رأی نیاورده و عباس آخوندی به عنوان وزیر راه و شهرسازی ابقاء گردید.
| استیضاح وزیر راه و شهرسازی | سخنرانان موافق استیضاح                                                                                       | سخنرانان مخالف استیضاح    | آراء موافق | آراء مخالف | آراء ممتنع | تأیید |
| -------------------------- | --- | ------------------------- | ---------- | ---------- | ---------- | ----- |
| عباس آخوندی                | موسی‌الرضا ثروتی سید ناصر موسوی لارگانی حمید رسایی مجتبی رحماندوست مهدی کوچک‌زاده غلام‌محمد زارعی سیدمهدی هاشمی | منصور آرامی محمدرضا باهنر | ۷۲         | ۱۷۵        | ۵          | آری   |

### مواد استیضاح
در طرح استیضاح عباس آخوندی که با امضای سیزده نفر از نمایندگان مجلس (حسن کامران، نیره اخوان، روح‌الله حسینیان، مهدی کوچک‌زاده، حمید رسایی، حسینعلی حاجی دلیگانی، جواد کریمی قدوسی، زهره طبیب‌زاده، فاطمه آلیا، موسی‌الرضا ثروتی، محمود نبویان، مجتبی رحماندوست و بهرام بیرانوند) در ۵ مهر ۱۳۹۴، از سوی هیئت رئیسه مجلس شورای اسلامی اعلام وصول شد، به موارد ذیل به عنوان دلایل استیضاح پرداخته شده بود:
- نبود برنامه در حمل و نقل ریلی
- عدم انجام تعهدات در حوزه راه روستایی
- عدم پیگیری و حل مشکلات مسکن مهر
- عدم ساماندهی بازار مسکن
- عدم حمایت از مسکن محرومان
- عدم اجرای احکام برنامه پنجم (مواد ۱۷۶، ۱۷۲، ۱۹۴، ۱۶۱، ۱۶۳، ۱۶۴، ۱۶۵، ۱۶۶، ۱۶۷، ۱۶۸، ۱۶۹، ۱۷۰، ۱۷۱، بند ل ۴۴)
- عزل و نصب‌های بدون دلیل و حذف نیروهای مؤمن
- عدم اجرای قوانین ایثارگران
- عدم اجرای برخی برنامه‌های پیشنهادی در زمان رأی اعتماد از قبیل: حوزه عمومی وزارتخانه، حوزه حمل و نقل، زمین، مسکن و شهرسازی
- مشکلات مالی در معاونت زیرساخت
- عدم توجه به ارتقای سطح ایمنی و گسترش حمل و نقل هوایی و به‌کارگیری افراد ناتوان و فاقد سابقه مدیریت و اجرایی صنعت هوایی علی‌رغم تذکرات کتبی و شفاهی نمایندگان و کمیسیون عمران
- عدم ارائه یک برنامه و سیاست‌های شخصی درموضوع مسکن در کشور
- عملکرد بانک مسکن در رابطه با تسهیلات مسکن مهر، مسکن روستایی، بافت فرسوده
- علت بی‌توجهی به پرداخت تسهیلات مسکن روستایی و عدم پرداخت بازگشت اقساط مسکن مهر جهت تکمیل پروژه‌ها و عدم پرداخت وام در بافت فرسوده
- چرا در حالی که باید از بخش خصوصی حمایت کنیم، خرید لوکوموتیو و تجهیزات توسط راه‌آهن و با ترک تشریفات انجام می‌شود، چرا تسهیلات به بخش خصوصی برای خرید داده نمی‌شود؟
- پاسخ وزارتخانه به گزارش ماده ۴۹ کمیسیون عمران مجلس چیست؟
- آخرین اقدامات در خصوص متخلفین سقوط حادثه هواپیمایی آنتونوف ۱۴۱ چه بوده‌است؟
- در حالی که سخنگوی دولت از هدف‌گذاری دولت برای تولید سالانه یک‌میلیون و ۸۰۰هزار واحد مسکونی خبر می‌دهد، برنامه وزارتخانه برای تحقق این هدف در سال ۹۴ و سال‌های آتی چیست؟ چرا مجدداً طرح جامع تهیه شده‌است و این طرح چه موقعی نهایی می‌شود؟
- چرا با وجود ایرادات قانونی در مورد اصلاحیه و افزایش مبلغ قرارداد شماره ۱۰۸۸۰ مورخ ۸۴٫۱۲٫۳ موضوع خرید لوکوموتیو از شرکت مپنا اقدامات بعدی معمول شده‌است؟
- موضوع واگذاری چندین قرارداد به شرکت ابن‌سینا چگونه است؟
- وزارت راه به‌عنوان متولی صنعت حمل و نقل ریلی چه اقداماتی در راستای اجرای سیاست‌های اقتصاد مقاومتی و حمایت از تولیدات داخلی داشته‌است؟ عقد قرارداد خرید ۵۰۰ دستگاه واگن به ارزش ۷۳۰میلیون یورو از شرکت استادلر سوئیس توسط شرکت حمل و نقل ریلی رجاء با چراغ سبز چه کسانی صورت پذیرفته‌است؟
- برقی کردن راه‌آهن تهران ــ مشهد به چه مرحله‌ای رسیده‌است؟ چرا تحرکی در دولت یازدهم نداشته‌است؟
- چرا آزادراه قزوین ــ رشت بعد از ۲۰ ماه از دولت یازدهم تکمیل نشده‌است؟
- چرا برنامه قطار شهری بین شهرهای جدید و کلان‌شهرها متوقف شده‌است؟

### نتیجه
استیضاح وزیر راه و شهرسازی با ۷۲ رأی موافق، ۱۷۵ رأی مخالف و ۵ رأی ممتنع از مجموع ۲۵۲ رأی مأخوذه، رأی نیاورده و عباس آخوندی به عنوان وزیر راه و شهرسازی ابقاء گردید.

## دومین استیضاح
در ۱ اسفند ۱۳۹۵ و یک سال بعد از روی کار آمدن مجلس دهم آخوندی مجدداً استیضاح و به مجلس فراخوانده شد، اما مجدداً استیضاح با ۷۴ رأی موافق، ۱۷۶ رأی مخالف و ۵ ممتنع استیضاح از مجموع ۲۵۷ نماینده حاضر در مجلس رای نیاورده و آخوندی در وزارت راه و شهرسازی ماندنی شد.
| استیضاح وزیر راه و شهرسازی | سخنرانان موافق استیضاح | سخنرانان مخالف استیضاح | آراء موافق | آراء مخالف | آراء ممتنع | تأیید |
| -------------------------- | ---------------------- | ---------------------- | ---------- | ---------- | ---------- | ----- |
| عباس آخوندی                | -                      | -                      | ۷۴         | ۱۷۶        | ۵          | آری   |

## سومین استیضاح
در ۲۲ اسفند ۱۳۹۶ نیز جلسه استیضاح وی برگزار شد که با ۹۲ رای موافق و ۱۵۲ رای مخالف و ۲ رای ممتنع از مجموع ۲۴۶ رای به فعالیتش در دولت ادامه داد و در این سمت ابقا گردید.
| استیضاح وزیر راه و شهرسازی | سخنرانان موافق استیضاح | سخنرانان مخالف استیضاح | آراء موافق | آراء مخالف | آراء ممتنع | تأیید |
| -------------------------- | ---------------------- | ---------------------- | ---------- | ---------- | ---------- | ----- |
| عباس آخوندی                | -                      | -                      | ۹۲         | ۱۵۲        | ۲          | آری   |